# Вселенная воды
Музейный комплекс «Вселенная воды» — музей в Санкт-Петербурге. Расположен по адресу Шпалерная улица, дом 56. Основная экспозиция музея находится в водонапорной башне, построенной в кирпичном стиле в 1859—1863 годах архитектором И. А. Мерцем. Водонапорная башня, наряду с другими постройками на окружающей её территории, входит в комплекс бывшей главной станции Санкт-Петербургских городских водопроводов и является памятником архитектуры регионального значения.

## Описание
Экспонаты, макеты, инсталляции, мультимедийные экспозиции музейного комплекса «Вселенная Воды» рассказывают об истории, современном состоянии и перспективах водоснабжения и водоотведения города, использовании воды в быту, состоянии водных ресурсов.
В музее посетители узнают о воде, в которой зародилась жизнь, и без которой она невозможна. Взаимоотношения человека и воды представлены на историческом материале, а также на примере развития системы водоснабжения и водоотведения Санкт-Петербурга. Осознание людьми необходимости бережного отношения к природным ресурсам, представление о трудозатратах, необходимых для обеспечения крупного города питьевой водой и отведения сточных вод, будет содействовать разумному потреблению природных ресурсов.
В музейном комплексе «Вселенная воды» сочетаются традиционные и интерактивные экспозиции музея. Некоторые экспонаты можно потрогать руками, посмотреть их в действии. Интерьер музея сохраняет интерьер башни как архитектурного ансамбля, позволяя создать современный музей. В холле установлен необычный фонтан, который символизирует предприятие «Водоканал Санкт-Петербурга» и мир воды в целом.